# Laufeia aerihirta
Laufeia aerihirta är en spindelart som först beskrevs av Arthur Urquhart 1888.  Laufeia aerihirta ingår i släktet Laufeia och familjen hoppspindlar. Inga underarter finns listade i Catalogue of Life.